# Mitsunobu-Reaktion
Die Mitsunobu-Reaktion ist eine organisch-chemische Reaktion, um Alkohole zu derivatisieren. Sie wurde von Oyo Mitsunobu (1934–2003) entdeckt und nach ihm benannt.
Sie ermöglicht die Transformation von Alkoholen zu Estern, Ethern, Aminen und Thioethern unter Verwendung der Reagenzien Triphenylphosphin und Diethylazodicarboxylat (DEAD), Diisopropylazodicarboxylat (DIAD) oder Tetramethylazodicarboxamid (TMAD).
Befindet sich die Hydroxygruppe an einem stereogenen Zentrum des Moleküls, reagieren solche sekundären Alkohole in der Mitsunobu-Reaktion unter Inversion am Stereozentrum. Auf diese Weise kann die Mitsunobu-Benzoylierung der Hydroxygruppe, gefolgt von der Hydrolyse des so gewonnenen Esters in der Naturstoffchemie zur gezielten Inversion sekundärer, chiraler Alkohole genutzt werden. In diesem Zusammenhang spricht man auch von einer Mitsunobu-Inversion.

## Mechanismus
Im einleitenden Schritt greift das Triphenylphosphin (2) das Diethylazodicarboxylat (1) an und es entsteht als Zwischenstufe ein Betain (3). Dieses Betain deprotoniert die Carbonsäure und es wird ein Ionenpaar (4) gebildet. Der Alkohol, welcher in (R)-Konfiguration vorliegt, greift nun diese Zwischenstufe an und es entsteht ein Alkohol-Triphenylphosphonium-Ion (5). Dieser wird nun über einen SN2-Mechanismus vom Carboxylat-Ion angegriffen und es entsteht unter Abspaltung von Triphenylphosphinoxid der Ester (6), welcher nun in der (S)-Konfiguration vorliegt. Es hat eine Inversion stattgefunden.
Die Triebkraft dieser Reaktion ist die Bildung der sehr stabilen Phosphor-Sauerstoff-Bindung.
Bei der Mitsunobu-Reaktion ist die Reihenfolge der Zugabe von Reagenzien wichtig. Üblicherweise werden der Alkohol, die Carbonsäure und das Triphenylphosphin in einem etherischen Lösungsmittel wie Diethylether oder Tetrahydrofuran (THF) gelöst und bei 0 °C das Diazodicarboxylat zugegeben. Eine Variante bei erfolglosen Mitsunobu-Reaktionen besteht aus einer Lösung des Diazodicarboxylates und Phosphin bei 0 °C zu dem man nacheinander den Alkohol und die Carbonsäure gibt.

## Varianten
Eine Reihe anderer funktioneller Gruppen können je nach Nucleophil auf die Weise aus Alkoholen hergestellt werden. Das Nucleophil muss dabei jedoch einen pKS-Wert von kleiner 15 besitzen.
| Nucleophil                 | Produkt                           |
| -------------------------- | --------------------------------- |
| Stickstoffwasserstoffsäure | Alkylazide (nach Reduktion Amine) |
| Imide                      | Substituierte Imide               |
| Phenole                    | Phenylalkylether                  |
| Sulfonsäureamide           | Substituierte Sulfonsäureamide    |
| Thioessigsäure             | Thioacetat                        |